# Samarate
Samarate – miejscowość i gmina we Włoszech, w regionie Lombardia, w prowincji Varese.
Według danych na rok 2004 gminę zamieszkiwało 15 350 osób, 1023,3 os./km².